# 大江光
大江 光（おおえ ひかり、1963年（昭和38年）6月13日 - ）は、日本の作曲家。父は作家の大江健三郎、伯父は映画監督の伊丹十三、従弟は俳優の池内万作、祖父は映画監督の伊丹万作。

## 人物
東京都出身。幼少時から野外の鳥の声を正確に聞き分けて鳥の名前を当てたり、クラシック音楽に極めて強い関心を示したりしたことから、11歳のときピアノの教師、田村久美子からピアノレッスンを受け始める。13歳で作曲を始める。作曲理論を加羽沢美濃に師事。 1992年10月に発表した最初のCD「大江光の音楽」、1994年9月にリリースした第2集「大江光ふたたび」が日本ゴールドディスク大賞を受賞した。1996年には伯父の伊丹十三監督の「静かな生活」で、第19回日本アカデミー賞優秀音楽賞を受賞した。1998年に第3集のCD「新しい大江光」を、そして7年の時を経て2005年に第4集のCD｢もう一度　大江光｣をリリースした。父の講演に同行し、登壇する機会も多かった。

## 父の著作との関係
大江健三郎は、光が知的障害者で生まれた時の苦悩を『個人的な体験』として、作品にした。"A Personal Matter"の題で英訳、『万延元年のフットボール』などと共にノーベル賞受賞の道筋をつけた。健三郎はその後も、『新しい人よ眼ざめよ』のように自分と光をモチーフにした作品をいくつも執筆、「イーヨー」や「アカリ」といった様々な名を与えられ、大半の作品にキーパーソンとして登場する、大江健三郎の文学にとって重要な存在である。

## 作風
主として調性によるメロディーと伴奏による作品が多い。“ノーベル賞作家の息子が作曲した”という話題性から、父親の文学との関連で取り上げられることが多く、ドイツのSWRなどのFM放送でも取り上げられている。

## 大江光（をモデルとした人物）を演じた俳優
- 渡部篤郎 - 映画「静かな生活」・イーヨー役。